# خيسوس بيريز (دراج)
خيسوس بيريز (بالإسبانية: Jesús Pérez)‏ هو دراج فنزويلي، ولد في 15 يوليو 1984 في لارا في فنزويلا.

## وصلات خارجية
- جيسوس بيريز على موقع الاتحاد الدولي للدراجات (الإنجليزية)
- جيسوس بيريز على موقع أرشيف الدراجات (الإنجليزية)
- جيسوس بيريز على موقع إحصائيات الدراجات الإحترافية (الإنجليزية)
- جيسوس بيريز على موقع نسبة الدراجات (الإنجليزية)